# Distrito 10 (El Alto)
El Distrito Rural Municipal 10 de El Alto o denominado simplemente también como Distrito 10, es uno de los 14 distritos que conforman el municipio de El Alto, el cual se encuentra ubicado en la provincia de Murillo del departamento de La Paz. El distrito es considerado rural. 
Según el último censo boliviano de 2012, el Distrito 10 tiene una población de 121 843 habitantes, lo que le convierte en el segundo distrito más poblado de la ciudad de El Alto después del Distrito 3. Porcentualmente, de todos los habitantes de El Alto, alrededor de un 14,36 % viven en el Distrito 8.
En cuanto a su extensión territorial, el Distrito 10 posee una superficie de 41,01 km² y una densidad de población de 2971 habitantes por km², siendo el segundo distrito más densamente poblado después del distrito 1.
Geográficamente, el Distrito 10 limita al norte con el Distrito 4 y el Distrito 3, al sur con el Municipio de Viacha, al este con e Distrito 2 y el Distrito 4 y finalmente al oeste con el Municipio de Laja

## Demografía
| Población Histórica del Distrito 10 de El Alto | Población Histórica del Distrito 10 de El Alto | Población Histórica del Distrito 10 de El Alto |
| Año                                            | Habitantes                                     | Fuente                                         |
| ---------------------------------------------- | ---------------------------------------------- | ---------------------------------------------- |
| 1992                                           |                                                | Censo boliviano de 1992                        |
| 2001                                           |                                                | Censo boliviano de 2001                        |
| 2012                                           | 121 843                                        | Censo boliviano de 2012                        |
| 2020                                           |                                                | Estimaciones del INE                           |